# Carleton Wiggins
Pour les articles homonymes, voir Wiggins.
Carleton Wiggins, né le 4 mars 1848 à Harriman dans l'état de New York et décédé le 11 juin 1932 à Old Lyme dans l'état du Connecticut aux États-Unis, est un peintre américain, spécialisé dans la peinture de paysage et la représentation du bétail, notamment des bovins et des moutons.

## Biographie
Carleton Wiggins naît à Harriman dans le comté d'Orange dans l'état de New York en 1848. Après avoir terminé ses études à Brooklyn, il travaille comme juriste à New York de 1863 à 1865. En 1865, grâce au soutien d'un mécène, il suit des cours auprès du peintre Johann Hermann Carmiencke (en) avant de rentrer à l'académie américaine des beaux-arts. Il accompagne ensuite le peintre George Inness dans le New Jersey pour peindre les paysages de la région, avant de revenir à New York ou il monte son studio.
En 1881, fraîchement marié, il convole en justes noces à Paris, ville ou il exposera par la suite à plusieurs reprises au cours de sa carrière. Dès 1902, il fréquente durant l'été la colonie d'artistes d'Old Lyme, en compagnie notamment de son fils, Guy C. Wiggins, lui aussi peintre. En 1906, il est élu à l'académie américaine des beaux-arts. Membre de l'American Watercolor Society et du Lotos Club (en), il est, de 1911 à 1913, le président du Salmagundi Club. Il donne également des cours, et a notamment pour élève son fils et la jeune peintre Matilda Browne.
En 1915, il s'installe définitivement à Old Lyme, ou il décède en 1932 à l'âge de 84 ans. Il est enterré au cimetière Duck River (en) de la ville.
Ces œuvres sont notamment visibles ou conservées au Brooklyn Museum et au Metropolitan Museum of Art de New York, à la National Gallery of Art et au Smithsonian American Art Museum de Washington, au Rhode Island School of Design Museum de Providence, au Newark Museum de Newark et à l'Art Institute of Chicago.

## Œuvres

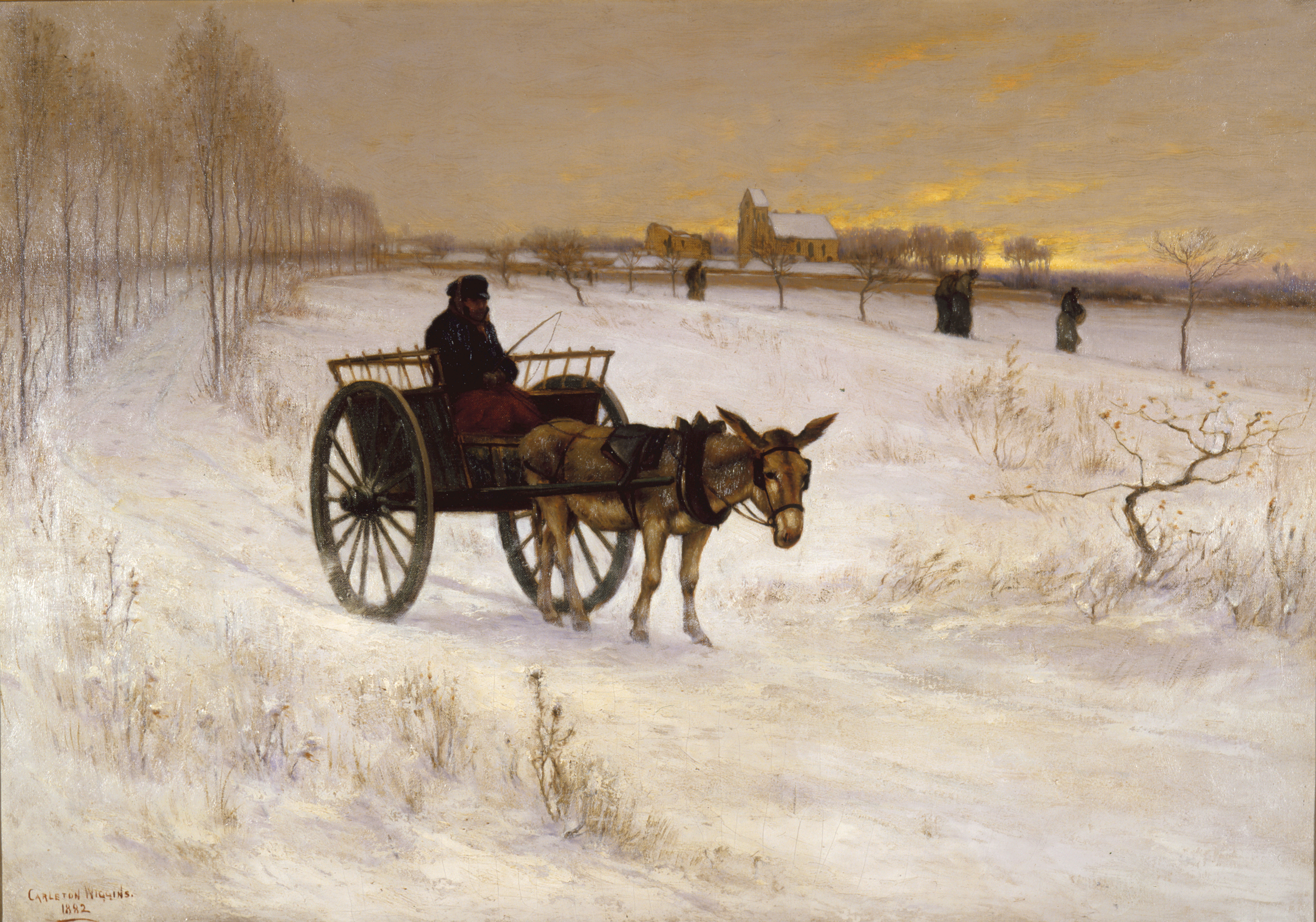
Winter Evening in France, 1882, Rhode Island School of Design Museum
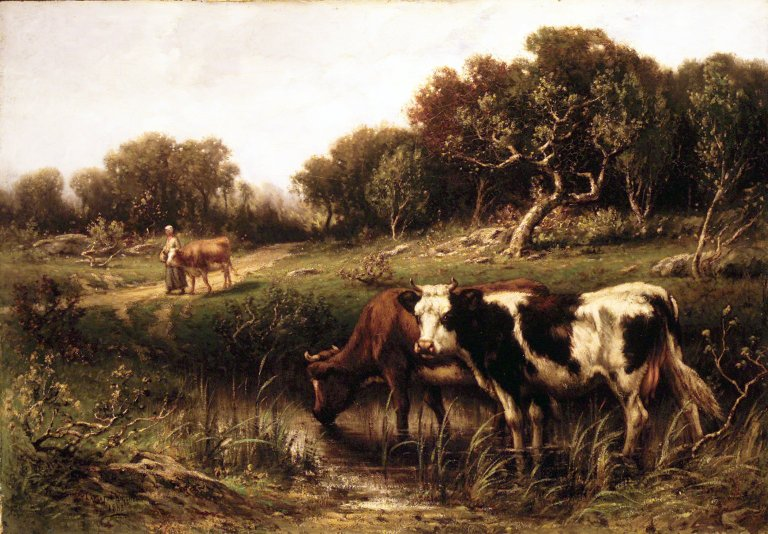
Cattle in a Pool, vers 1883, Brooklyn Museum
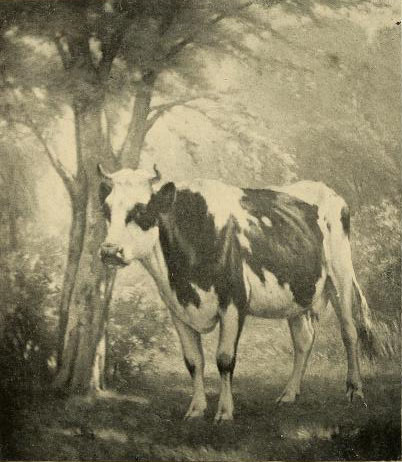
In Midsummer, 1901
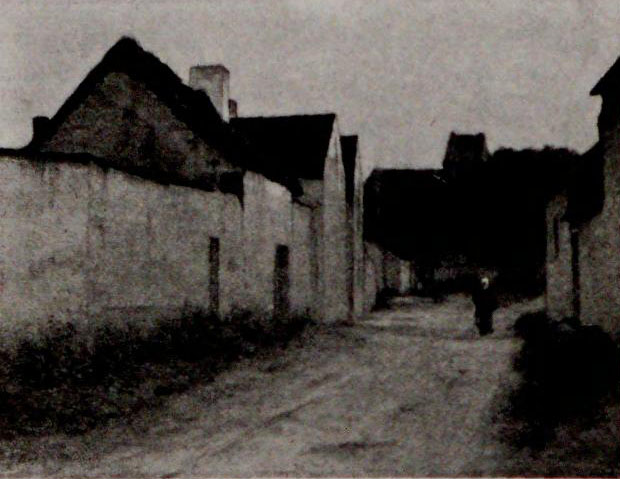
Evening, Village of Grez, 1904
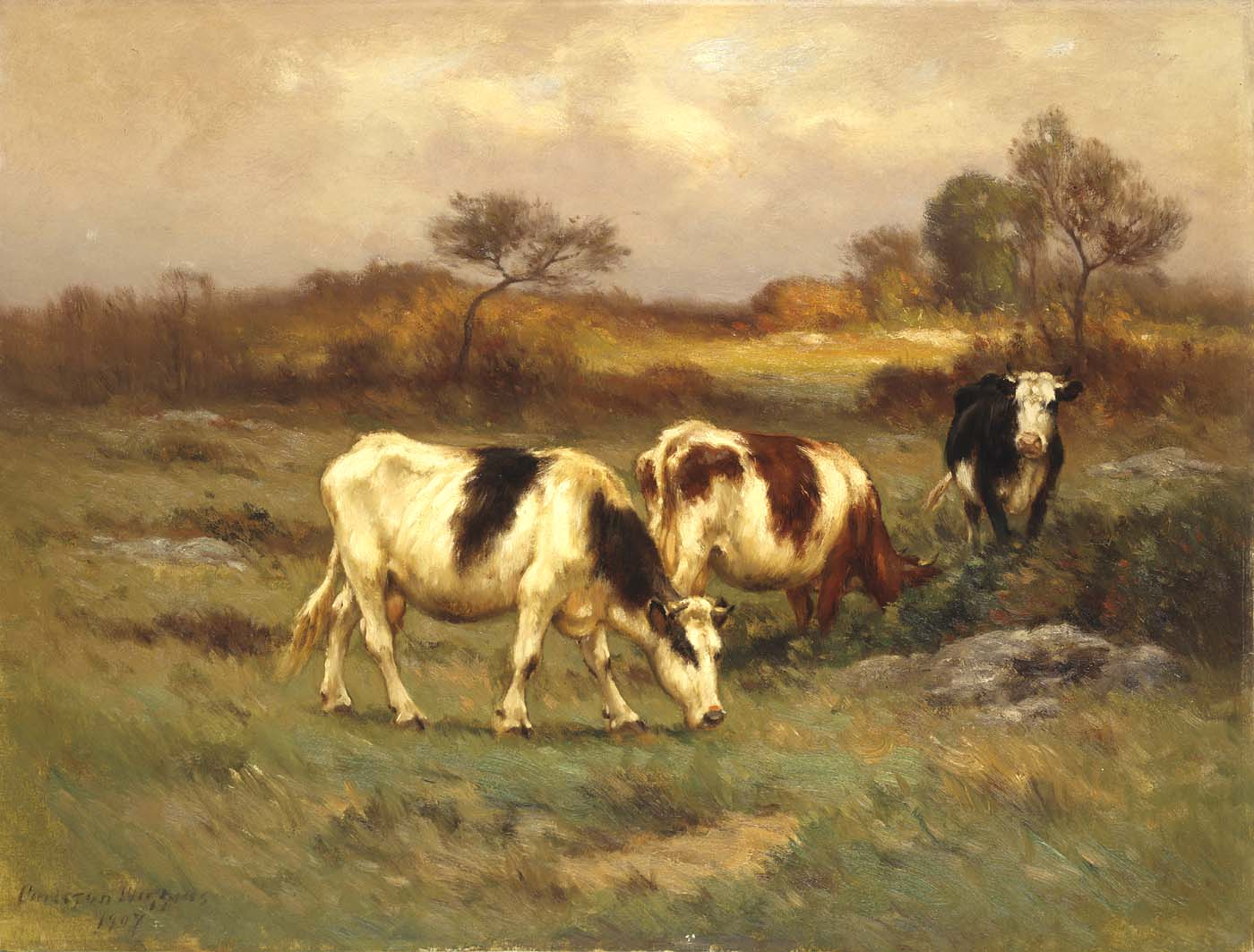
The Pasture Lot, 1907, Smithsonian American Art Museum
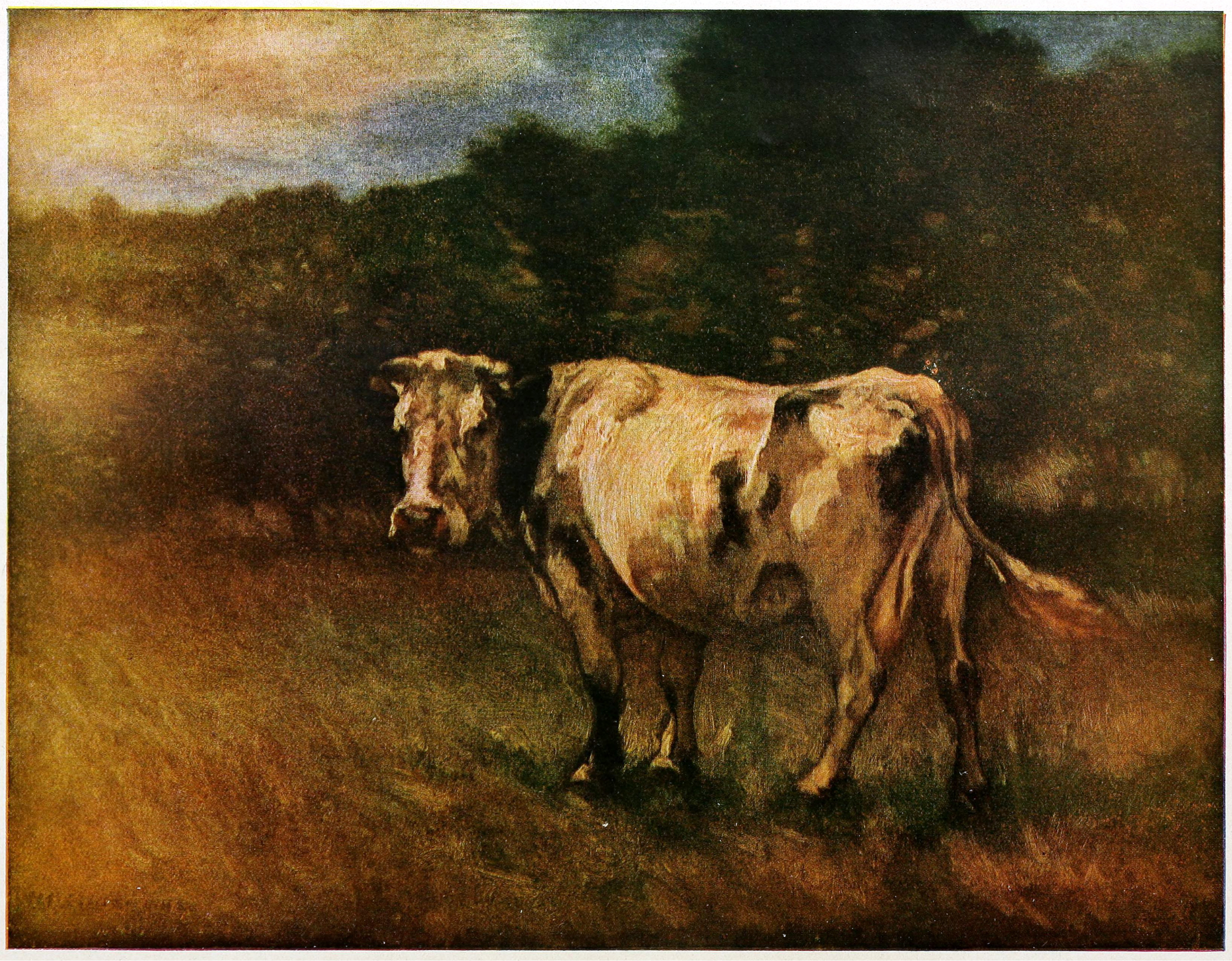
The Prize Winner, 1909,